# أكيرا إيتو (لاعب كرة قاعدة)
أكيرا إيتو (باليابانية: 江藤智؛ بالكانا: えとう あきら) هو لاعب كرة قاعدة ياباني، ولد في 15 أبريل 1970 في هيغاشي ياماتو في اليابان.

## وصلات خارجية
- أكيرا إيتو على موقع الدوري الياباني لكرة القاعدة (الإنجليزية)
- أكيرا إيتو على موقعبيزبول رفرنس.كوم (الدوري الثانوي) (الإنجليزية)